# Chlingenstock
Der Chlingenstock (auch Klingenstock) ist ein 1935 m ü. M. hoher Berggipfel der Fronalpstock-Kette in den Schwyzer Alpen im Schweizer Kanton Schwyz.

## Lage
Der Chlingenstock ist der höchste Gipfel der Fronalpstock-Kette und somit auch höher als der bekanntere Namenspate. Nachbargipfel in der Kette sind der Rot Turen (westlich) bzw. der Hängst (östlich). Da die Fronalpstock-Kette zwischen den Gipfeln Huser Stock und Hängst die Grenze zwischen den Gemeinden Morschach und Riemenstalden bildet, teilen sich auch diese beiden Gemeinden den Chlingenstock. Bezugspunkt für die Dominanz ist der 2221 m hohe Diepen der Rophaien-Kette. Richtung Riemenstalden fällt der Berg mit der Gross Wand ab.

## Tourismus
Winter
Am Chlingenstock befinden sich die einzigen schwarzen Pisten des Skigebietes Stoos, darunter auch die Franz Heinzer-Piste, welche für FIS-Rennen zugelassen ist und mehrmals Schauplatz von Schweizer Meisterschaften war, zuletzt im Jahr 2019. Der Chlingenstock wäre auch Schauplatz von Skiwettbewerben der Winter-Universiade 2021 gewesen, welche aufgrund der COVID-19-Pandemie abgesagt werden mussten.
Sommer
Der Chlingenstock wird durch eine Sechser-Sesselbahn vom Morschächler Ortsteil Stoos erschlossen und ist im Winter Teil des lokalen Skigebietes. Die Sesselbahn wurde 2007 eröffnet und ersetzte einen Skilift. Seither ist der Chlingenstock auch im Sommer erschlossen und Ausgangspunkt des Gratwanderwegs Stoos entlang der westlichen Gipfel der Fronalpstock-Kette. Ein weiterer Wanderweg verbindet den Chlingenstock mit dem Stoos. Eine Verbindung nach Riemenstalden existiert nicht. Weitere Pfade, die allerdings nicht im offiziellen Netz der Schweizer Wanderwege aufgeführt sind, führen vom Chlingenstock ostwärts bis zum Hängst.